# 파라과이의 주

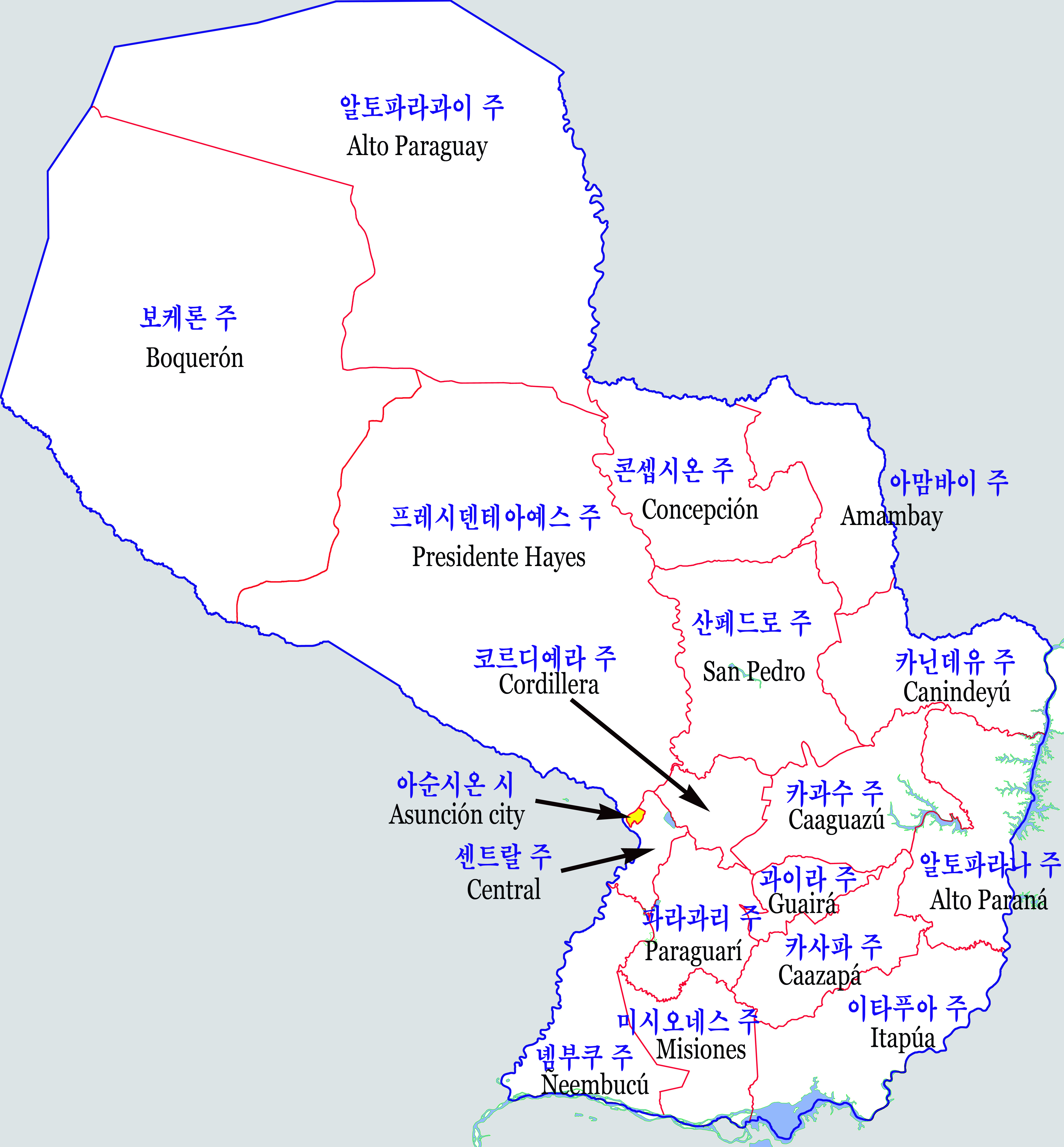
파라과이의 행정 구역

파라과이의 행정 구역은 17개의 주(departamento)와 1개 수도 지구(districto capital)로 구성되어 있다.

## 주
1. 알토파라과이 주 (Alto Paraguay)
2. 알토파라나 주 (Alto Paraná)
3. 아맘바이 주 (Amambay)
4. 아순시온 수도 지구 (Asunción)
5. 보케론 주 (Boquerón)
6. 카과수 주 (Caaguazú)
7. 카사파 주 (Caazapá)
8. 카닌데유 주 (Canindeyú)
9. 센트랄 주 (Central)
10. 콘셉시온 주 (Concepción)
11. 코르디예라 주 (Cordillera)
12. 과이라 주 (Guairá)
13. 이타푸아 주 (Itapúa)
14. 미시오네스 주 (Misiones)
15. 녬부쿠 주 (Ñeembucú)
16. 파라과리 주 (Paraguarí)
17. 프레시덴테아예스 주 (Presidente Hayes)
18. 산페드로 주 (San Pedro)